# Sommerruhe
Die Sommerruhe (auch Sommerschlaf, Trockenschlaf oder Ästivation) ist eine Form der herabgesetzten Aktivität als Anpassung an heiße oder trockene Umweltbedingungen, zum Beispiel in einer Hitzeperiode oder einer Trockenzeit unter ariden Klimabedingungen. Ihr ökologischer Nutzen liegt in der Senkung des Energieverbrauchs. Physiologisch handelt es sich bei Säugetieren um eine Form des Torpors, bei dem der Stoffwechsel auf Sparflamme geschaltet wird und die Körpertemperatur auf Umgebungstemperatur sinkt. Wechselwarme Tiere zeigen oft eine Wärme- oder Trockenstarre.
Die Sommerruhe ist eine Form der Dormanz und wird deshalb gelegentlich auch Sommerdormanz genannt. Sie kann entweder direkt durch ungünstige Umweltbedingungen ausgelöst werden (dann Quieszenz genannt) oder, bei regelmäßig im Jahresverlauf eintretenden ungünstigen Bedingungen, durch einen äußeren Zeitgeber wie die Tageslänge ausgelöst werden, dann ist es eine Diapause.
Einige Autoren unterscheiden eine echte Sommerruhe (einen viele Tage andauernden Torpor-Zustand) von kürzeren, oft täglich auftretenden kürzeren Torpor-Episoden von meist nur einigen Stunden Dauer (manchmal Tagesschlaflethargie genannt).

## Physiologie
Physiologisch unterscheidet sich die Sommerruhe nicht von anderen Torpor-Formen. Im Unterschied zum Winterschlaf sind die Umgebungstemperaturen in der Regel höher, wodurch die Körpertemperatur nicht so stark sinkt. Dadurch ist die Energieeinsparung, aufgrund des höheren Ruhestoffwechsels, geringer. Durch die Vermeidung z. T. sehr energieintensiver Funktionen der Thermoregulation und der Regulation der Körperfeuchte ist die Energieeinsparung gegenüber dem aktiven Zustand aber immer noch substantiell. Viele Tierarten mit Trockenschlaf scheiden vorher Substanzen ab, die eine schützende Körperhülle aufbauen, beispielsweise verschließen Gehäuseschnecken ihr Haus mit einem Epiphragma. Ästivierende Froscharten nehmen außerdem vorher große Wassermengen auf, um Wasserverluste im Ruhezustand besser ausgleichen zu können. Besondere Anpassungen sind auch in Bezug auf den Stickstoff-Stoffwechsel erforderlich. Lungenfische und andere ästivierende Arten lagern oft Harnstoff ein, da die Exkretion mit Wasserverlusten verbunden wäre. Bei der Steuerung des Stoffwechsels kann das Enzym AMP-aktivierte Proteinkinase eine Schlüsselrolle spielen.
Das Aufwachen aus dem Torporzustand kann, bei geeigneten Umweltreizen, sehr schnell, binnen Minuten, erfolgen. Der Torporzustand hat nichts mit dem normalen Schlaf zu tun. Es werden, bis auf zelluläre Ebene die meisten Stoffwechselfunktionen entweder abgeschaltet oder zumindest auf ein zur Lebenserhaltung notwendiges Mindestmaß heruntergefahren. Eine Reihe besonderer Anpassungsmechanismen des Winterschlafs, wie etwa die Verbrennung von braunem Körperfett zum Aufwachen, sind bei der Ästivation nie ausgeprägt. Typisch ist eine Anpassung an verminderten Sauerstoffgehalt (Hypoxie), der im Torpor-Zustand weitaus besser ertragen wird.

## Auftreten
Ästivation tritt bei Kleinsäugern (Erdhörnchen, Rennmäuse), Vögeln, Reptilien, Amphibien, Insekten, Schnecken und sogar Fischen (Afrikanischer Lungenfisch) auf.

### Sommerruhe von Reptilien
Während der Sommerruhe vergraben sich manche Reptilienarten im Erdboden. Einige (Schildkröten, Schlangen, Echsen) nutzen manchmal auch verlassene Nagerbauten als Unterschlupf. Manche (Echsen, Schlangen) verbergen sich in schützenden Felsspalten. In dieser Zeit nehmen die Tiere keinerlei Nahrung auf.
Die Sommerruhe stellt für diese Tiere die einzige Möglichkeit dar, die sommerliche Hitzeperiode unversehrt zu überstehen. In ihrem regenarmen Habitat (Macchia, Halbwüste oder Wüste) wären diese wechselwarmen Wirbeltiere im Hochsommer ohne die Sommerruhephase wegen Überhitzungsgefahr und Nahrungs- und Wassermangel nicht überlebensfähig.
Interessant dabei ist, dass sich bei den Tieren trotz sehr hoher Umgebungstemperaturen von über 30 °C bis teilweise über 40 °C Lufttemperatur ihr Stoffwechsel so stark reduziert, dass sie während der gesamten Sommerruhezeit nicht an Gewicht verlieren. Wie das aus physiologischer Sicht möglich ist, ist derzeit noch nicht geklärt.
Vermutlich wird die Einleitung der Sommerruhe hormonell gesteuert. Die auslösenden Faktoren dazu sind ausbleibende Regenfälle, starke Sonneneinstrahlung, ansteigende Umgebungstemperaturen (i. d. R. über 30 °C) und dadurch bedingtes zunehmendes Vertrocknen der Futterpflanzen (betrifft Landschildkröten) bzw. Verschwinden der Futterinsekten (betrifft Echsen) oder anderer, als Nahrung genutzter Lebewesen (betrifft Schlangen).
Die Dauer der Sommerruhe richtet sich nach den Witterungsbedingungen und kann von 2 Wochen bis 2 oder sogar 3 Monate gehen. Vermutlich die sinkenden Außentemperaturen veranlassen das ruhende Tier zur erneuten Aufnahme seiner Aktivitäten. Die exakten physiologischen Vorgänge im Organismus sommerruhender Reptilien wurden bisher noch nicht erforscht.
Beispiele für Reptilienarten, die Sommerruhe halten:
- Ägyptische Landschildkröte (Testudo kleinmanni)
- Tunesische Landschildkröte (Testudo graeca nabeulensis)
- Echsen aus der Familie der Agamen (Laudakia spec.)